# Saulces
Der Saulces (französisch: Ruisseau de Saulces) ist ein Fluss in Frankreich, der im Département Ardennes in der Region Grand Est verläuft. Er entspringt im Ortsgebiet von Faissault, entwässert generell Richtung Südwest und mündet nach rund 30 Kilometern im Gemeindegebiet von Rethel als rechter Nebenfluss in die Aisne, die hier auf der anderen Flussseite vom Canal des Ardennes begleitet wird. Der Saulces quert in seinem Oberlauf die Autobahn A34 und wurde beim Bau in diesem Abschnitt unterirdisch verlegt. Auch in seinem Mündungsabschnitt, beim Durchqueren der Kleinstadt Rethel, verschwindet er weitgehend im Untergrund.

## Orte am Fluss
(Reihenfolge in Fließrichtung)
- Faissault
- Saulces-Monclin
- Auboncourt-Vauzelles
- Sorcy-Bauthémont
- Sausseuil, Gemeinde Alland’Huy-et-Sausseuil
- Amagne
- Coucy
- Doux
- Pargny Resson, Gemeinde Rethel
- Rethel